# Gurjevsk (Kaliningradská oblast)
Gurjevsk (rusky Гурьевск ), do roku 1946 německy Neuhausen (litevsky Romuva, polsky Romnowo) je město v Kaliningradské oblasti (dříve Východní Prusko), exklávě Ruské federace, ležící 7 km severovýchodně od Kaliningradu. V roce 2010 mělo městečko přes 19 tisíc obyvatel.

## Historie

### Od založení do 18. století
V 9. století se na území dnešního města usadil kmen pruský kmen Sambů. Vznikla zde dřevěná pevnost, kterou v roce 1255 dobyli němečtí řádoví rytíři a přestavěli ji na hrad. Osada zvaná Neuhausen byla založena v roce 1262 právě Řádem. Do roku 1540 bylo sídlo zmiňováno pod jmény jako Neuhauß, Neuhausen, Newghaus či Lisga Neughaus. Po sekularizaci Řádu v roce 1525 se město stalo součástí Pruského vévodství a následně roku 1701 Pruského království. V roce 1525 se na místním hradu usadil luteránský biskup Georg von Polenz. Po jeho smrti připadlo sídlo Anně Marii Brunswické druhé manželce Albrechta Pruského, který byl posledním velmistrem Řádu.

### Od 19. století do roku 1939
V roce 1820 bylo v Neuhausenu 43 domů s 329 obyvateli. Na konci 19. století započaly práce na nové čtvrti města tzv. Villenkol Neuhausen Tirgarten. Domy ve čtvrti byly postaveny s přesné obdélníkovými půdorysy, a to jak pro činžovní domy, tak i pro dvojdomky. Přítomnost starobylého hradu v krásném parku u Mlýnského rybníka se stala základem pro vznik rekreační oblasti s restauracemi, pivnicemi a soukromou ZOO. Z Neuhausenu do Königsbergu byla vybudována úzkokolejná železnice vedoucí až k místní ZOO (místní zoologická zahrada byla otevřena dokonce dřív než ta v Königsbergu). Regulérní železnice byla dovedena do města v roce 1889. Po nástupu nacismu k moci v Německu bylo v roce 1935 na západě města vybudováno vojenské letiště. V roce 1939 měl Neuhausen téměř 4200 obyvatel.

### Pod správou SSSR a Ruska
Na konci Druhé světové války začala operace Hannibal, která měla za cíl evakuovat většinu německého obyvatelstva z Východního Pruska před postupující Rudou armádou. Velká část obyvatelstva v té době uprchla z města. Následně dne 28. ledna 1945 Rudá armáda vstoupila do Neuhausenu. Po válce město připadlo SSSR a stalo se součástí tzv. Kaliningradské oblasti. Zbylé německé obyvatelstvo bylo odsunuto a do města se nastěhovali Rusové především z oblasti centrálního Ruska a Povolží. Město se v roce 1946 přejmenovalo na Gurjevsk na počest generálmajora Rudé armády Štěpána Gurjeva, který padl při bojích ve Východním Prusku.
V roce 1946 byla obnovena železnice spojující město s Kaliningradem (původním Königsbergem) a Sovetskem (původní Tylží). O rok později byl otevřen místní kulturní dům a kino Aurora. Gurjevsk ztratil svou pozici regionálního centra v roce 1953 ve prospěch města Isakovo, ale v roce 1960 se úřady do města opět vrátily. Štěpána Gurjev, podle kterého město nese jméno, se dočkal pomníku v roce 1961. V roce 1972 se začalo s výstavbou prvních pětipatrových panelových domů. Po rozpadu SSSR se město stalo součástí Ruska a postupně začalo ekonomicky růst. Gurjevsk začal především těžit ze své blízkosti ke Kaliningradu. V roce 1999 započaly přípravy na stavbu pravoslavného kostela a v roce 2006 se Gurjevsk stal okresním městem.

### Hrad v Neuhausenu
Místní hrad se řadí mezi dominanty města. Základní kámen byl položen v roce 1292 na příkaz Řádu německých rytířů. Po roce 1525 byl hrad sídlem biskupů a následně přešel do rukou šlechty. Albrecht Pruský v roce 1550 přepsal hrad na svou druhou ženu Annu Marii Brunswickou. Narodil se jim zde syn Albrecht Fridrich v roce 1553. Na jeho příkaz byl hrad následně přestavěn na zámek a stal se oblíbeným místem pro hony a lovy místní šlechty. Od roku 1770 zde sídlil soudní dvůr. Po porážce Francie v Napoleonských válkách byl dán zámek i s okolím generálu Friedrichu Wilhelmu Bülowi von Dennewitz za jeho přínos při tažení. Pozdějšími majiteli hradu se stali rody Lucknerů a Massowů. Dnes zámek slouží místním městským službám.

## Obyvatelstvo

### Vývoj obyvatelstva v průběhu doby

Východní Prusko (vyznačeno červeně) na mapě tehdejšího Německa 1871

| Rok       | 1910 | 1933  | 1939  | 1959  | 1970  | 1979  | 1989  | 2002   | 2010   | 2021   |
| Obyvatelé | 589  | 1 707 | 4 198 | 2 393 | 3 568 | 5 910 | 7 934 | 10 913 | 12 431 | 19 670 |

### Etnické složení obyvatelstva
Při sčítání lidu v roce 2010 bylo etnické složení v městě následující:
| - 88,3 % Rusové - 3,1 % Bělorusové - 3,0 % Ukrajinci - 1,4 % Němci - 0,7 % Tataři |  | - 0,6 % Arméni - 0,5 % Litevci - 0,3 % Poláci - 2,1 % ostatní |

### Významné osobnosti města
- Otto Besch (1885–1966) – německý skladatel a kritik
- Martin Kähler (1835–1912) – protestantský teolog
- Otto Kähler (1830–1885) – pruský generál

## Galerie

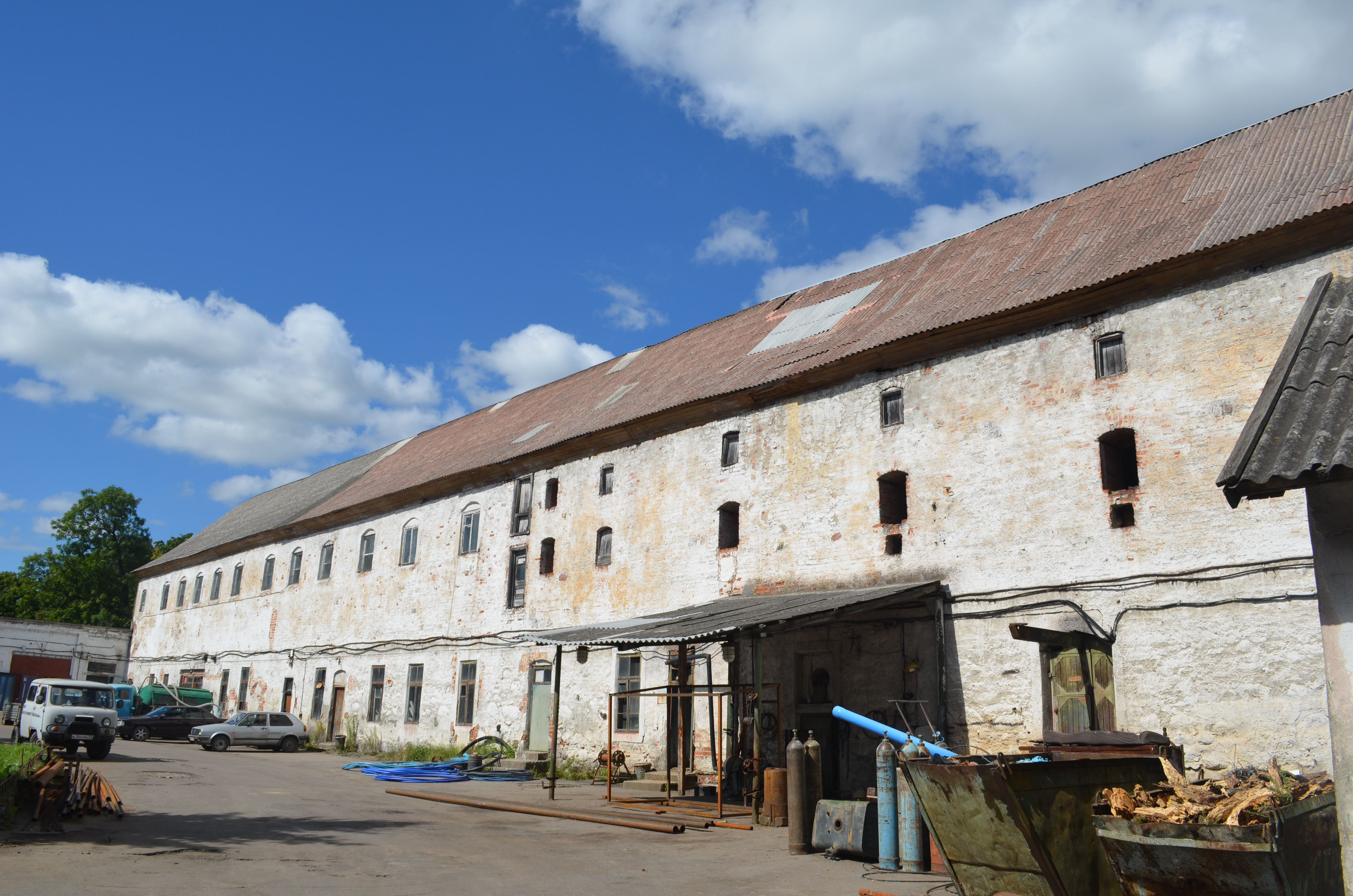
Současný stav zámku
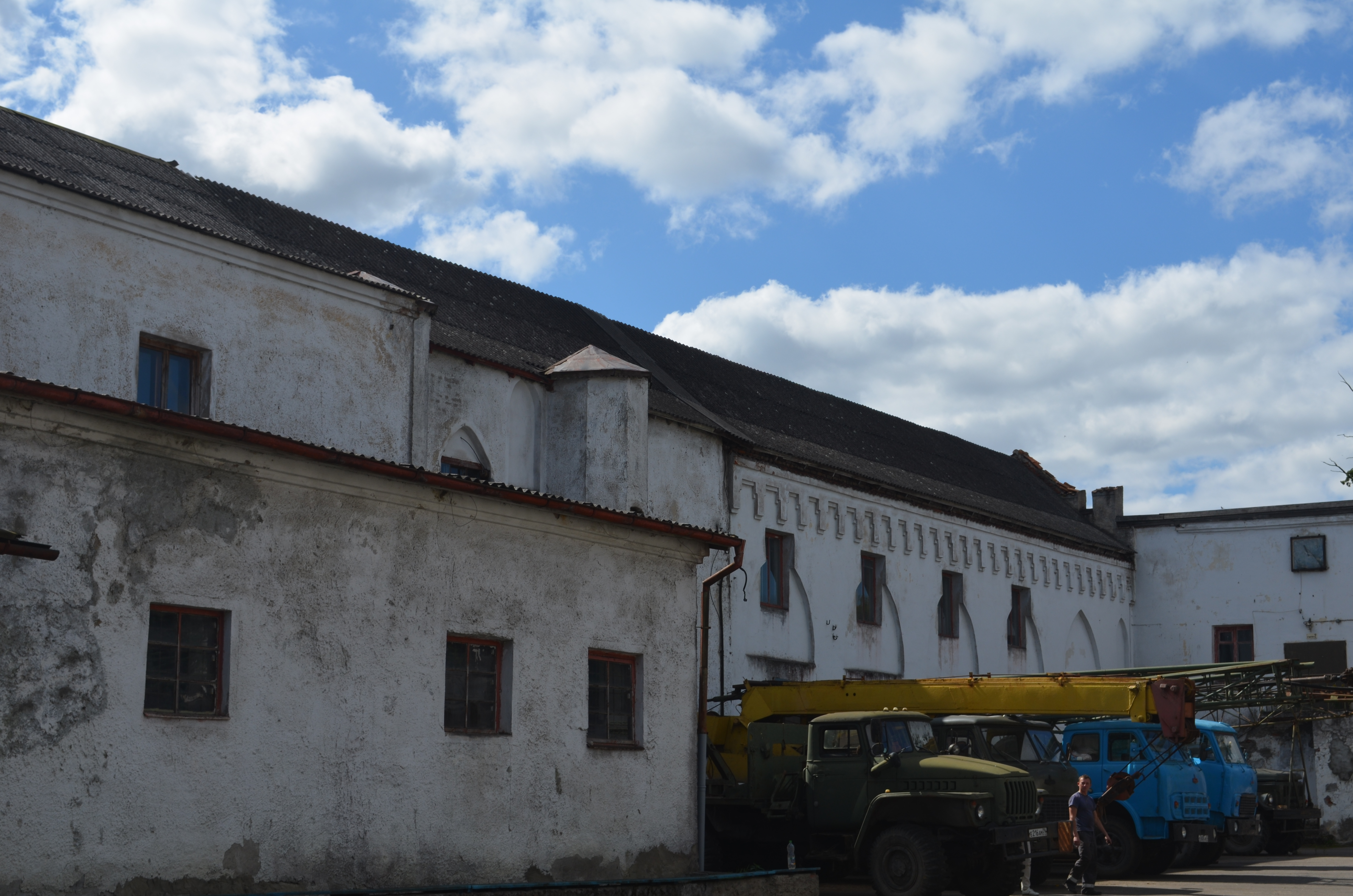
Současný stav zámku
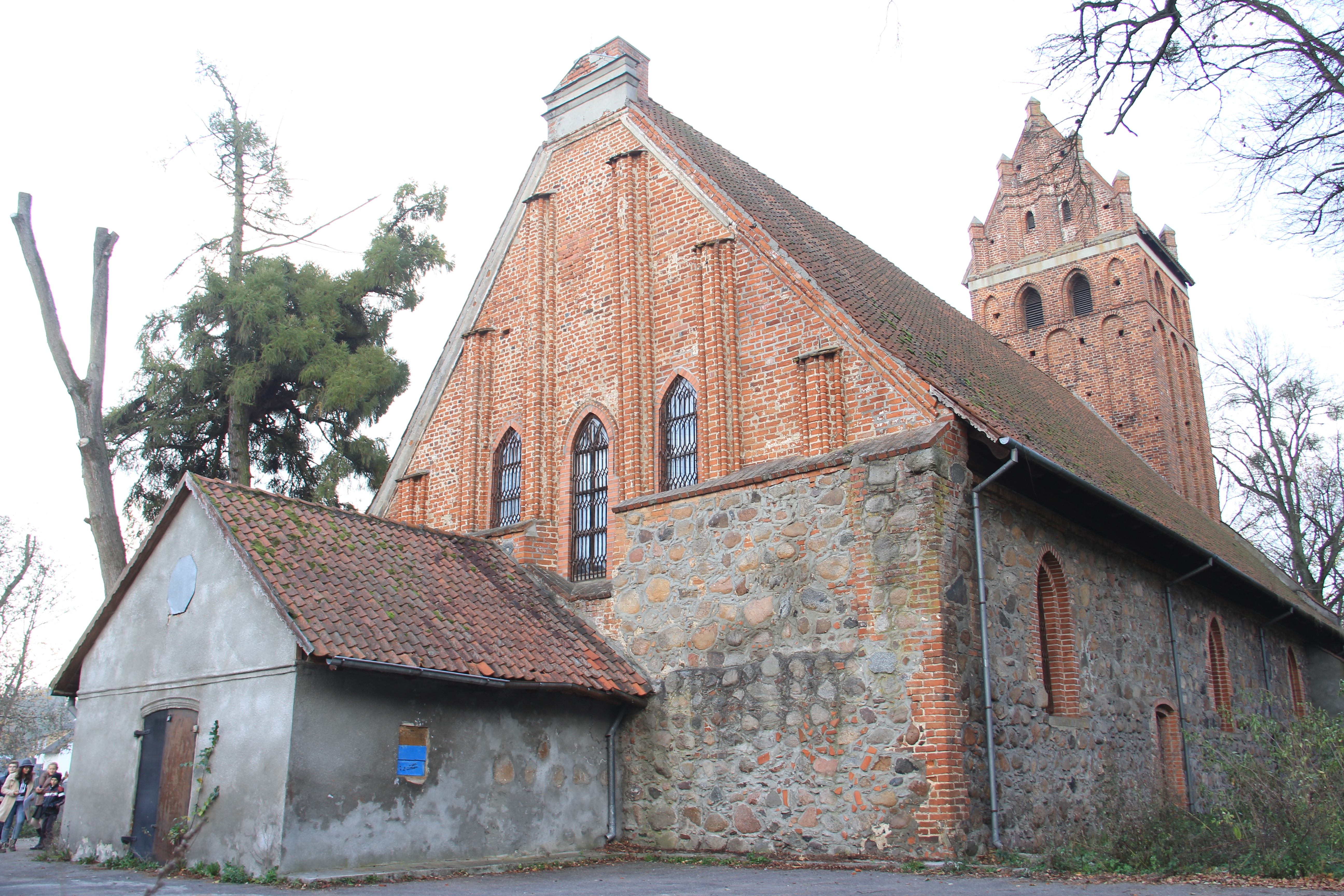
Bývalý protestantský kostel
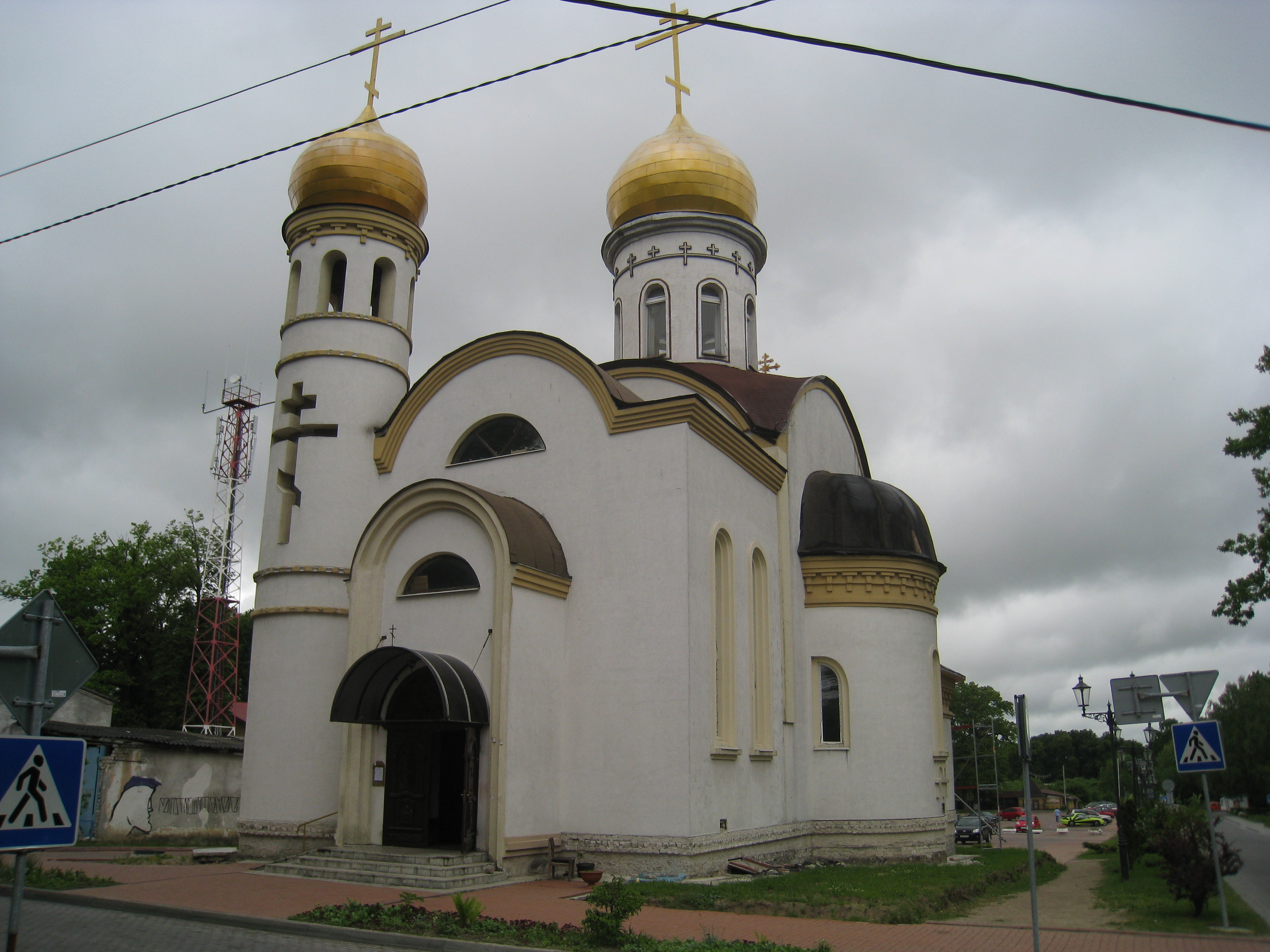
Místní pravoslavný kostel
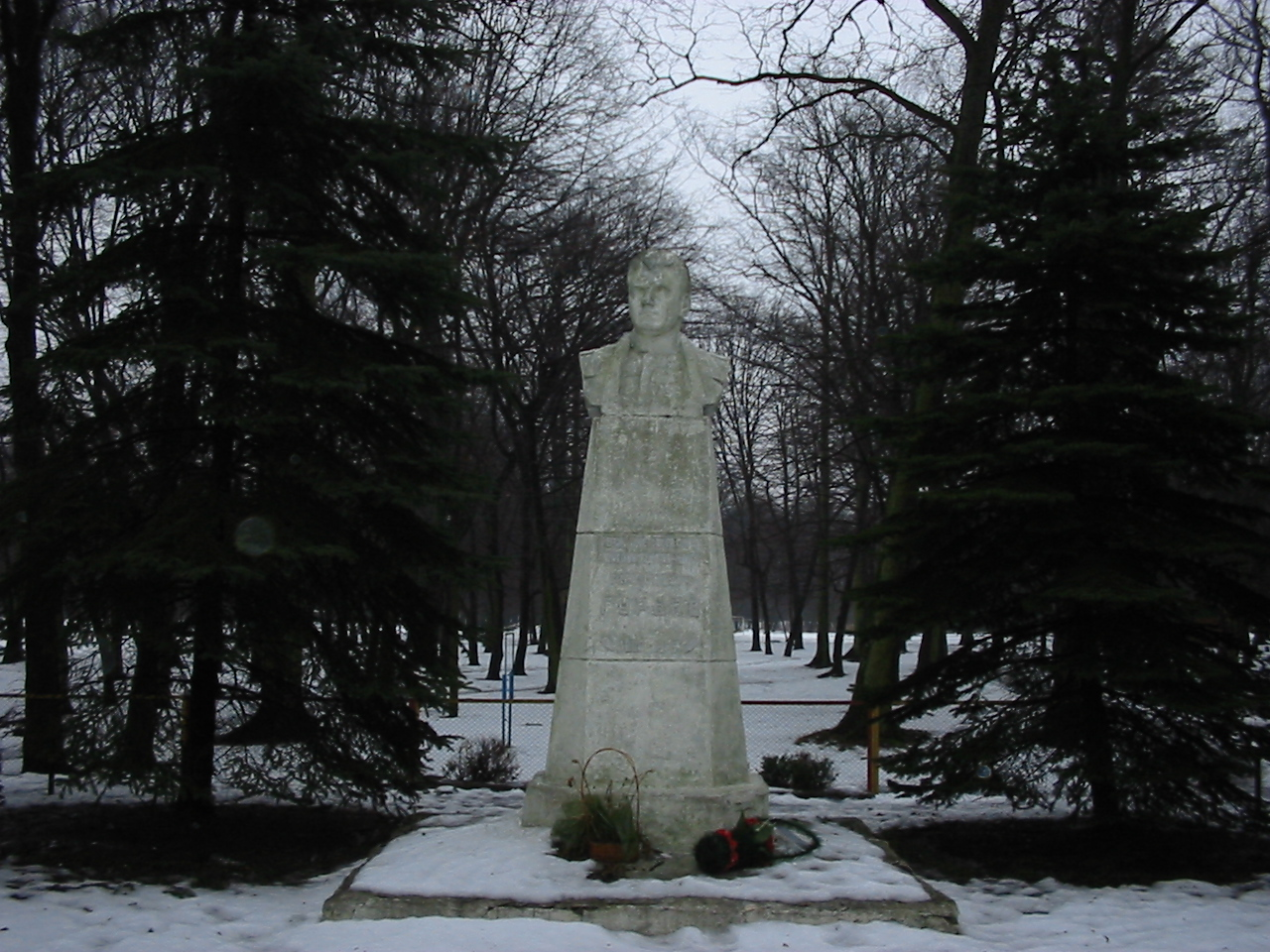
Pomník generála Gurjeva
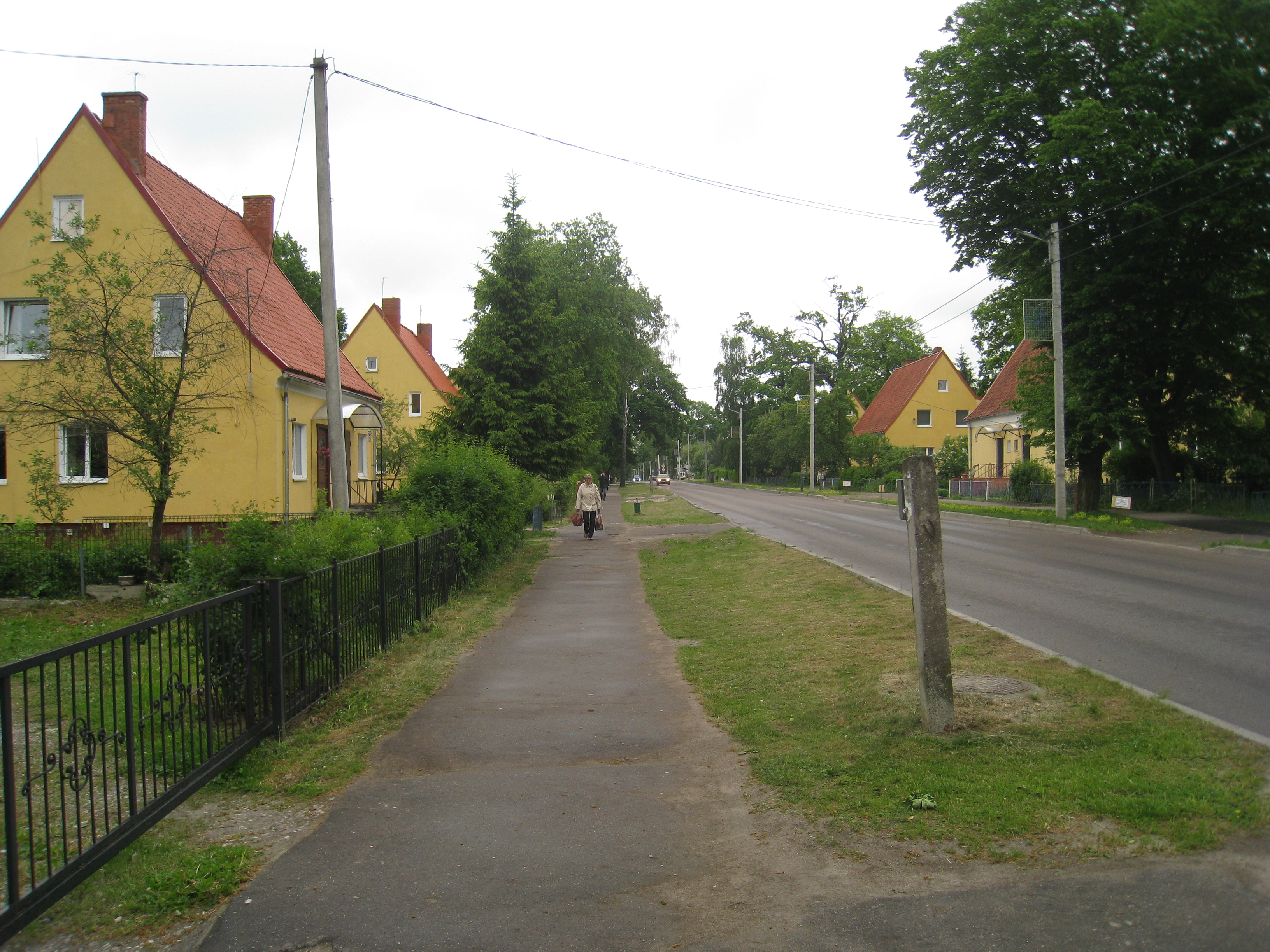
Současný Gurjevsk – Leninova ulice
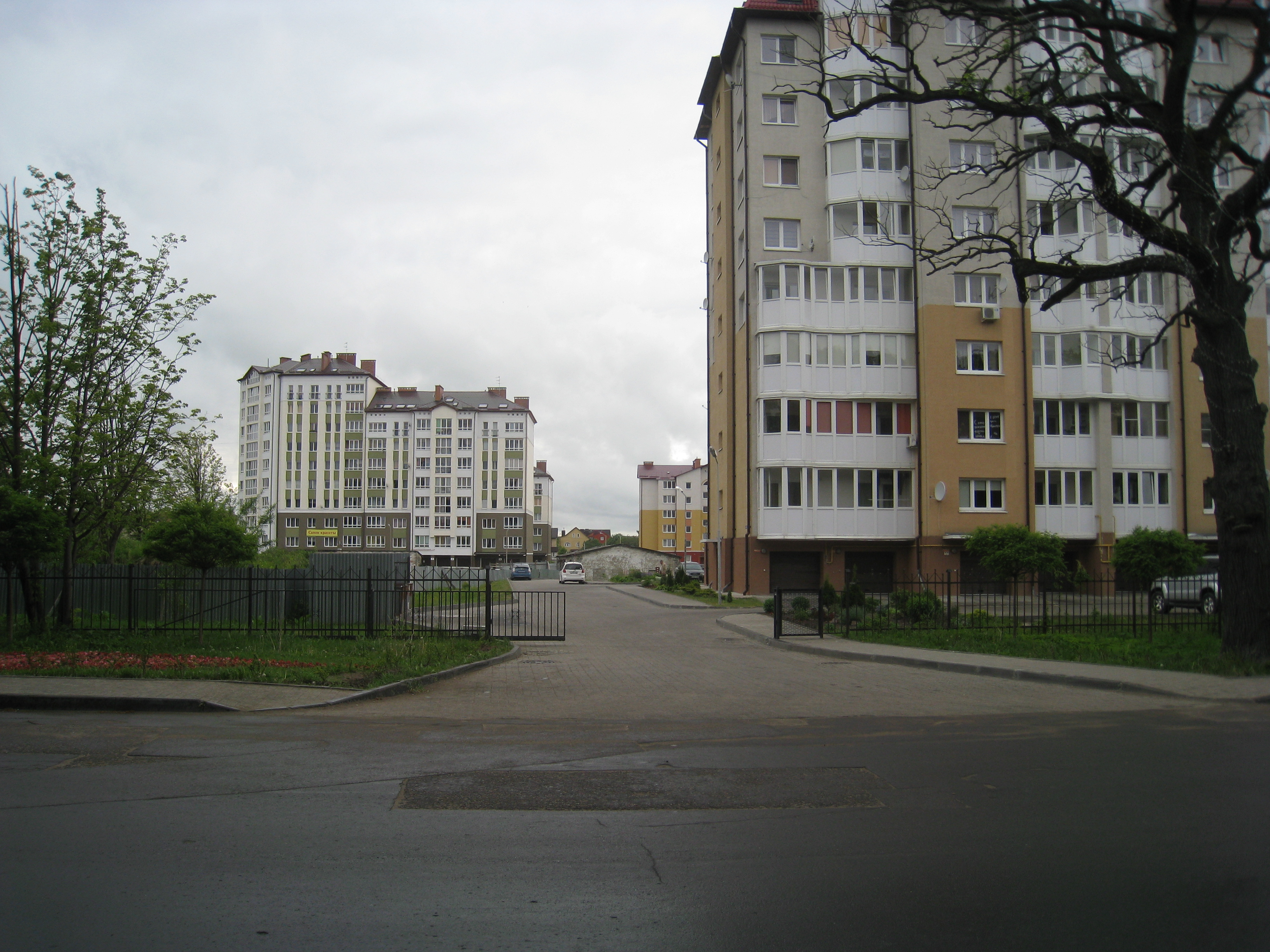
Současný Gurjevsk – panelové sídliště
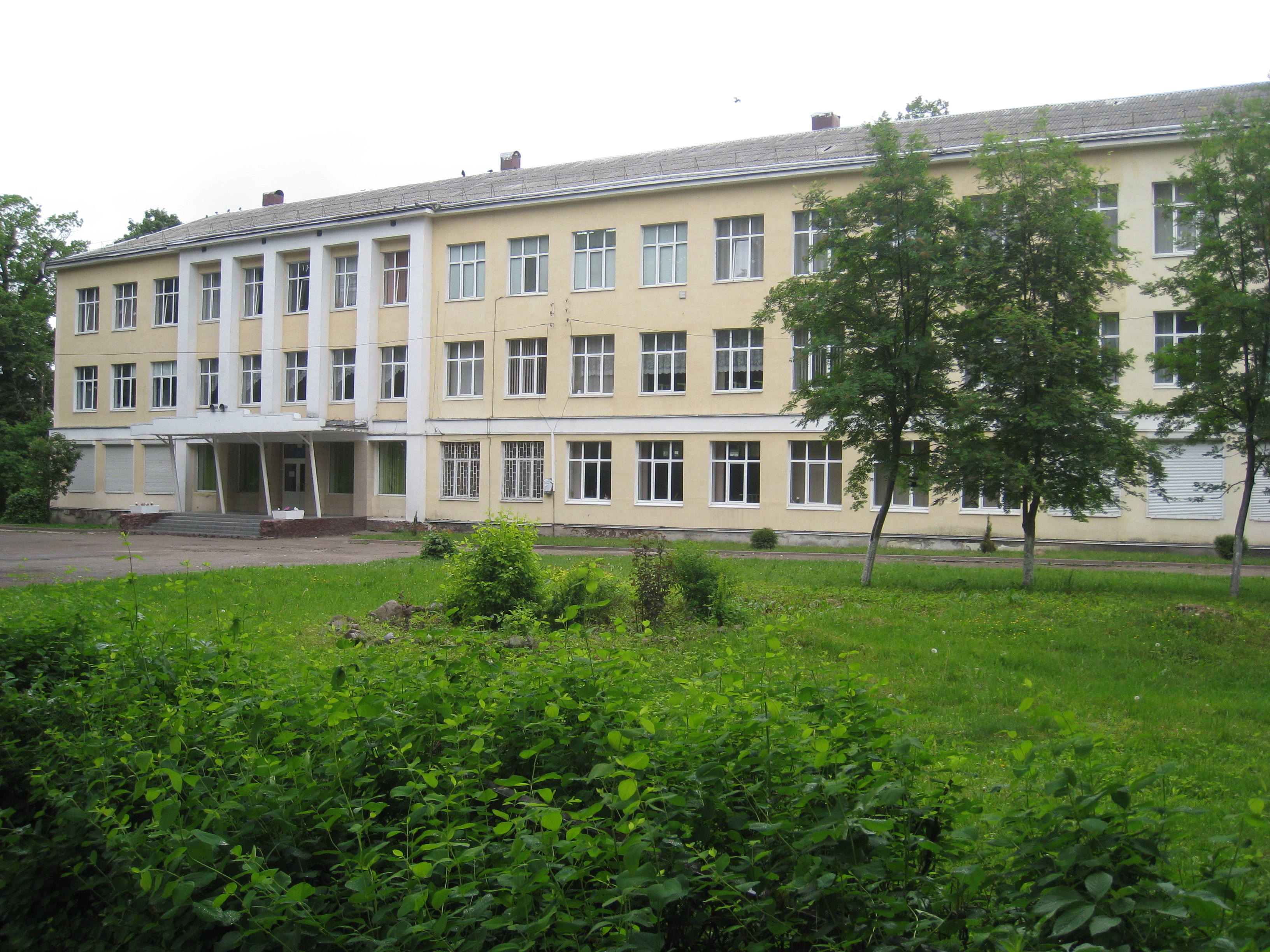
Současný Gurjevsk – místní škola
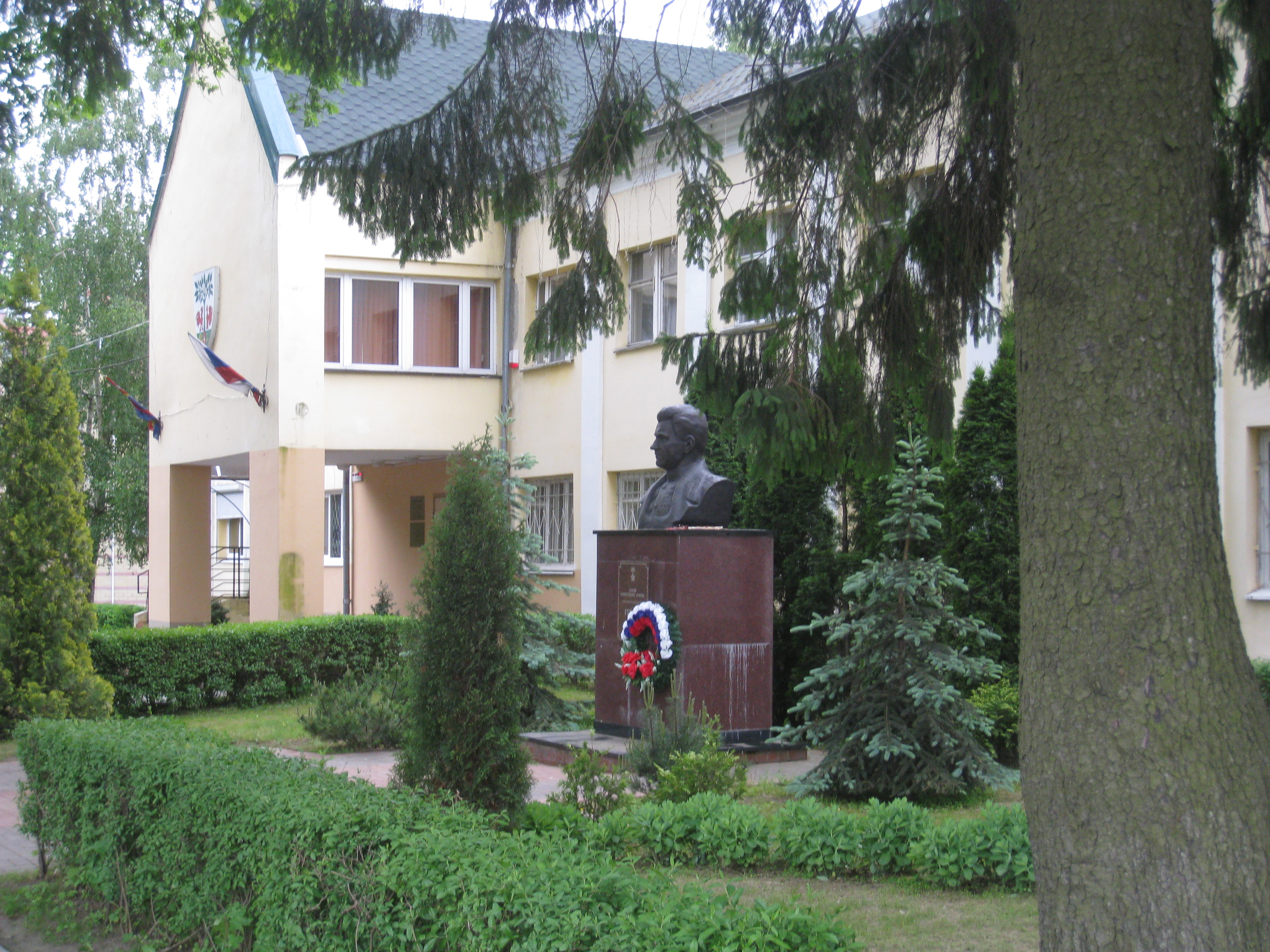
Současný Gurjevsk – radnice